# Jean-Jacques Manget
Jean-Jacques Manget, né le 19 juin 1652 à Genève et mort dans la même ville le 15 août 1742,, est un médecin genevois, auteur d'ouvrages de compilation, en particulier d'un grand recueil alchimique la Bibliotheca Curiosa Chemica (1702).

## Biographie
Il commence des études en théologie, puis se dirige vers la médecine, et, en 1678, il est diplômé à Valence, dans le Dauphiné. Après avoir pratiqué la médecine dans sa ville natale et à Neuchâtel, il devient, en 1699, archiâtre de Frédéric III, électeur de Brandebourg, et médecin du Conseil des CC de Genève en 1704.
Son ouvrage sur la peste parut l'année suivant la peste de Marseille, alors qu'elle sévit encore en Provence. Il comporte d’intéressantes précisions sur la prophylaxie de la peste, tout en restant évasif sur son origine.

## Publications

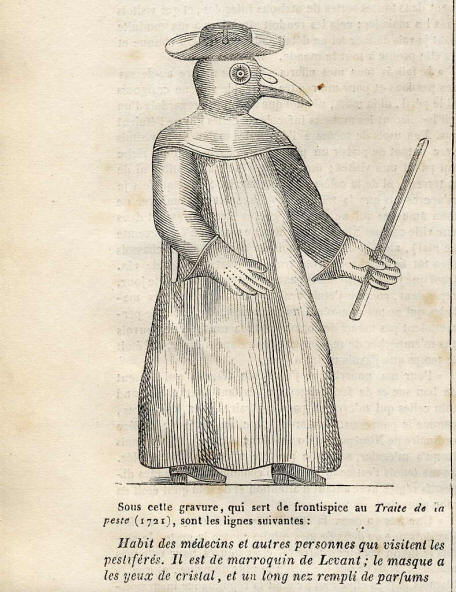
Habit des médecins des pestiférés

- Bibliotheca anatomica (1685), 2 vol. in-folio, coauteur avec son ami Daniel Leclerc (frère de Jean Le Clerc). vol. 1 de 1699 et vol. 2 de 1685
- Bibliotheca Curiosa Chemica (1702)
- Theatrum anatomicum (1716-17) (compilation des anatomistes de l'époque)
- Traité de la peste recueilli des meilleurs auteurs anciens et modernes (Geneva, 1721) en pdf
- Jo. Jac. Manget, ... Bibliotheca medico-practica, sive Rerum medicarum thesaurus cumulatissimus : tomis octo comprehensis. - Editio altera. - Cramer & Philibert, Genevae digital)
- Bibliotheca scriptorium medicorum, veterum et recentiorum, Perachon & Cramer, Genève 1731, tome 1, partie 1, A-B, 1731, tome 1, partie 2, C-H, 1731, tome 2, partie 1, I-Q, 1731, tome 2, partie 2, R-Z